# Равн, Ольга
Ольга София Равн (дат. Olga Sofia Ravn, род. 27 сентября 1986, Копенгаген) — датская поэтесса и писательница. Её работы получили международное признание критиков. Она также является переводчиком и работала литературным критиком в Politiken и нескольких других датских изданиях. 

## Ранние годы и образование
Ольга Равн родилась и выросла в Копенгагене, она дочь певицы Анны Дорте Михельсен и художника и дизайнера Петера Равна. В 2010 году она окончила Датскую школу писателей Forfatterskolen также в Копенгагене. 

## Литературное творчество
Своё первое стихотворение Равн опубликовала в копенгагенском литературном журнале Hvedekorn в 2008 году. С тех пор её стихи публиковались в Konvolut 28/6, Trappe Tusind, Verbale Pupiller, Anthology 2010 и Forfatterskolens Afgangsantologi 2010. Её ранние стихи, которые описывались как «ритмичные, игривые, чувственные и богатые образами», получили положительные отзывы критиков. 
В 2012 году Равн опубликовала свой первый сборник стихов Jeg æder mig selv som lyng («Я ем себя, как вереск»). Здесь её поэзия исследует, как тела молодых женщин реагируют на дружбу, секс и любовь. В 2013 году сборник был переведён на шведский язык. 
В 2014 году Равн опубликовала сборник стихов под названием «Дрянная девчонка», состоящий из цветных листов бумаги и мерцающих лоскутков. Было выпущено всего 250 экземпляров, каждый из которых был подготовлен с индивидуальным подходом, так что ни один не был похож на другой. Подборка стихов из сборника «Дрянная девчонка», переведённая на норвежский язык, была опубликована Flamme Forlag в 2015 году. 
Равн была редактором книги произведений Тове Дитлевсен 2015 года Jeg ville være enke, og jeg ville være digter: Glemte tekster of Tove Ditlevsen («Я хотела быть вдовой, и я хотела быть поэтессой: Забытые тексты Тове Дитлевсен»). 
В 2015 году она опубликовала свой первый роман «Селестина» об одержимости учительницы школы-интерната призраком, который имеет с ней много общего. Учительница отмечает, что главное различие между ними заключается в том, что она ещё не умерла. 
В 2021 году вышел роман «Сотрудники: рабочий роман XXII века», повествующий о работе и жизни на борту корабля в далёком космосе будущего. Этот роман вошёл в шорт-лист Международной Букеровской премии 2021 года, а в 2022 году — в шорт-лист первой премии Урсулы К. Ле Гуин. 
Равн регулярно публикует короткие тексты, видео и фотографии в своём блоге и на аккаунте Tumblr.

## Критика
Равн получила положительную рецензию в осеннем выпуске журнала «Danish Literary Magazine» за 2011 год, в котором её предстоящий сборник стихов Jeg æder myself som lyng описывался как «страстный, лирический сборник, посвящённый освобождению себя от роли молодой девушки». Сообщается также, что книга получила положительные отзывы датских критиков, которые описали её как «полную таланта», «амбициозную и хорошо написанную». 
Сёрен Кассебир из Berlingske, говоря о «Селестине», хвалит автора за её язык: «Она может невероятно многого добиться с помощью слов… Кажется, её способности создавать образы безграничны». Тем не менее, хотя он и находит «Селестину» читабельной, он не считает её полностью удачной, отмечая, что в ней постоянно затрагиваются чувства, выражаемые либо рассказчиком, либо призраком, а не просто говорится то, что нужно сказать. Лилиан Мунк Рёзинг из Politiken особенно впечатлена тем, как Равн использует образы и метафоры, и полностью очарована тем, как автор владеет мощным, порой юмористическим языком. Виктор Мальм в статье в Sydsvenskan пишет: «Роман [напоминает] Маргерит Дюрас и Клариси Лиспектор. Через интенсивный поток сцен, образов и воспоминаний возникает ощущение пустоты предстоящей жизни». 
В 2019 году Равн была удостоена премии Беатрисы. Её роман «Сотрудники» вошёл в шорт-лист Международной Букеровской премии.

## Другая деятельность
Равн — преподаватель литературного творчества в Теструп-колледже, литературный критик Politiken и редактор Gyldendal. 

### Поэзия
- Ravn, Olga. Jeg æder mig selv som lyng: pigesind :  [датск.]. — Gyldendal, 2012. — ISBN 978-87-02-11836-0.
- Ravn, Olga. Mean Girl :  [датск.]. — Private, 2014.
- Ravn, Olga. Mean girl (et utvalg) :  [букмол]. — Flamme Forlag, 2015. — ISBN 978-82-8288-119-7.

### Novels
- Ravn, Olga. Celestine :  [датск.]. — Gyldendal, 2015. — ISBN 978-87-02-16699-6.
- Ravn, Olga. The Employees :  [англ.]. — Lolli Editions, 2020. — ISBN 978-19-99-99288-0.

### Редактор
- Ditlevsen, Tove. Jeg ville være enke, og jeg ville være digter: Glemte tekster af Tove Ditlevsen :  [датск.] / Ravn. — Gyldendal, 2015. — ISBN 978-87-02-17283-6.

### Избранные статьи
- Olga Ravn: Tove, pengene og skriften [Olga Ravn: Tove, Money and Writing]. Politiken (датск.). 9 марта 2015.
- Sorry Mallarmé (датск.). Information.dk. 27 февраля 2014. Дата обращения: 22 октября 2015.
- Olga Ravn: At skrive er en måde at tænke på [Olga Ravn: Writing is a Way of Thinking]. Politiken (датск.). 4 февраля 2014.
- Nomineret: Ida Jessen [Nominated: Ida Jessen] (датск.). Information.dk. 14 ноября 2013. Дата обращения: 22 октября 2015.
- Nomineret: Yahya Hassan [Nominated: Yahya Hassan] (датск.). Information.dk. 14 ноября 2013. Дата обращения: 22 октября 2015.
- Jeg var Vita Andersens sætning [I Was the Sentence of Vita Andersen] (датск.). Information.dk. 8 ноября 2013. Дата обращения: 22 октября 2015.
- Med kærlige hilsner [Yours sincerely] (датск.). Information.dk. 16 мая 2012. Дата обращения: 22 октября 2015.
- Om spøgelser i april [On Ghosts in April] (датск.). Information.dk. 13 апреля 2012. Дата обращения: 22 октября 2015.
- En død mands damer [A Dead Man's Ladies] (датск.). Information.dk. 16 февраля 2012. Дата обращения: 22 октября 2015.
- Ikke til oversættelse [Not for Translation] (датск.). Information.dk. 6 января 2012. Дата обращения: 22 октября 2015.
- Jeg skriver til dem fra kysten ... [I Write to Those from the Shore ...] (датск.). Information.dk. 24 ноября 2011. Дата обращения: 22 октября 2015.